# Мынадыр
Мынадыр (каз. Мыңадыр) — станция в Жанааркинском районе Улытауской области Казахстана. Входит в состав Актубекского сельского округа. Находится примерно в 76 км к западу от районного центра, посёлка Жанаарка. Код КАТО — 354439300.

## Население
В 1999 году население станции составляло 389 человек (194 мужчины и 195 женщин). По данным переписи 2009 года в населённом пункте проживало 695 человек (335 мужчин и 360 женщин).